# Marcelo Odebrecht
Marcelo Bahia Odebrecht (Salvador, 18 de outubro de 1968) é um engenheiro civil e empresário brasileiro. Foi de 2008 a 2015 presidente da Odebrecht, atualmente chamada de Novonor, uma das maiores empresas de engenharia e construção da América. É filho de Emílio Alves Odebrecht.
Por seu envolvimento criminoso à frente da Odebrecht em 8 de março de 2016, a Justiça Federal condenou Marcelo Odebrecht a 19 anos e quatro meses de prisão por crimes envolvendo o esquema de corrupção descoberto na estatal Petrobras pela Operação Lava Jato, pelos crimes de corrupção ativa, lavagem de dinheiro e associação criminosa, sendo esta sua primeira condenação.
Em dezembro de 2016, após assumir os crimes identificados pela operação, fechou acordo de delação premiada junto com seu pai Emílio Alves Odebrecht, comprometendo-se a pagar 8,6 bilhões de reais a título de indenização.
Em 19 de dezembro de 2017, foi solto para cumprir o restante da pena em prisão domiciliar, após ter sua pena reduzida em razão do acordo de colaboração.
Em abril de 2022, o ministro Edson Fachin reduziu sua pena de 10 anos para 7 anos e meio, com isso Marcelo terá cumprido sua pena e deve estar livre de restrições legais até o final de 2022. Em 28 de abril de 2023, concluí sua pena após prestar serviços comunitários.

## Carreira
Neto do pernambucano Norberto Odebrecht (fundador da Construtora Norberto Odebrecht) com a baiana Yolanda Alves, e filho do casal baiano Emílio Alves Odebrecht (fundador da Braskem) e Regina Bahia, tem três irmãos. É descendente direto do imigrante alemão Emil Odebrecht, que chegou a Santa Catarina na segunda metade do século XIX.
Responsável por negócios na construção pesada, petroquímica, açúcar, álcool, petróleo, gás, engenharia ambiental e empreendimentos imobiliários, Marcelo Odebrecht vinha comandando uma era de ouro para o grupo familiar, que tem 15 divisões e presença em 21 países. Ele sucedeu seu pai Emílio no fim de 2008, em meio à crise financeira global. A entrada de Marcelo na Odebrecht ocorreu em 1992, quando ele concluiu o curso de Engenharia na Bahia e trabalhou na construção de um prédio na capital do Estado, Salvador. Dois anos depois, trabalhou em uma hidrelétrica em Goiás e partiu para a Inglaterra, onde a companhia montava duas plataformas de petróleo.
Teve uma breve passagem pelos Estados Unidos e retornou ao Brasil para atuar na área petroquímica. Em 2002, assumiu o setor de engenharia e construção da empresa. Em dezembro de 2008, aos 40 anos, ele chegou ao topo do conglomerado.
Marcelo Odebrecht transformou o conglomerado no maior empregador do Brasil e em um dos cinco maiores grupos privados do país. Sua ascensão coincidiu com o segundo mandato do ex-presidente Luiz Inácio Lula da Silva, que tinha o objetivo de transformar o Brasil em uma potência global através da promoção de empresas nacionais.
Alguns dos maiores projetos da Odebrecht, como a construção de um porto em Cuba, foram financiados com empréstimos do Banco Nacional de Desenvolvimento Econômico e Social (BNDES). Entre a ascensão de Marcelo ao comando da Odebrecht e o ano de 2015, o BNDES forneceu cerca de 5,8 bilhões de reais em empréstimos para financiar projetos do grupo no exterior.

## Escândalo da Petrobras
Em 19 de junho de 2015, foi preso em caráter preventivo durante a 14ª fase da Operação Lava Jato, batizada de "Erga Omnes". Essa expressão em latim é um jargão jurídico usado para expressar que uma regra vale para todos. A prisão, por ser de caráter preventivo, implica que o detido fica à disposição da justiça por tempo indefinido. Entre as várias acusações de que é alvo, Marcelo é acusado de, juntamente com a construtora Andrade Gutiérrez, pagar mais de 700 milhões de reais em propinas para assegurar bilionários contratos em vários níveis do governo. Marcelo, assim como o presidente da Andrade Gutiérrez, Otávio Marques de Azevedo, também preso na mesma ocasião, teve parte dos seus bens bloqueados pela justiça.
Em 8 de março de 2016 foi condenado a 19 anos e 4 meses de prisão pelos crimes de corrupção, lavagem de dinheiro e associação criminosa. Em maio de 2016, o juiz Sergio Moro rejeitou uma outra denúncia contra ele, por falta de provas, acusado pelo MPF de pagar propina para evitar a convocação na CPI da Petrobras.
Em novembro de 2016, o Supremo Tribunal Federal manteve a prisão preventiva de Marcelo Odebrecht, rejeitando os embargos de declaração apresentados pela defesa do empresário.
Em 1º de dezembro de 2016 fechou acordo de delação premiada junto com seu pai Emílio Alves Odebrecht, e se comprometeu a pagar, através da Odebrecht (atual Novonor) 8,6 bilhões de reais a título de indenização por ter se envolvido em atos de corrupção.
Em 19 de dezembro de 2017, depois de dois anos e meio, o empresário Marcelo Odebrecht saiu da cadeia, e passou a cumprir a pena de prisão domiciliar.
Em abril de 2022, teve sua pena reduzida de 10 para 7 anos e meio, com isso deve estar livre de restrições legais até o final de 2022. Em 28 de abril de 2023, concluí sua pena após prestar serviços comunitários.
Em 21 de maio de 2024, o ministro do Supremo Tribunal Federal (STF) Dias Toffoli anulou as decisões da 13ª Vara Federal de Curitiba no âmbito da operação Lava Jato contra Marcelo Odebrecht.
Em 6 de setembro de 2024, a Segunda Turma do Supremo Tribunal Federal (STF) manteve os processos abertos na Operação Lava Jato contra o empresário Marcelo Odebrecht.